# کلارک میلز (نیویورک)
کلارک میلز (به انگلیسی: Clark Mills) یک منطقهٔ مسکونی در ایالات متحده آمریکا است که در شهرستان اونیدا، نیویورک واقع شده‌است. کلارک میلز ۲٫۵ کیلومتر مربع مساحت و ۱٬۹۰۵ نفر جمعیت دارد و ۱۵۷ متر بالاتر از سطح دریا واقع شده‌است.